# Johann Andreas Silbermann

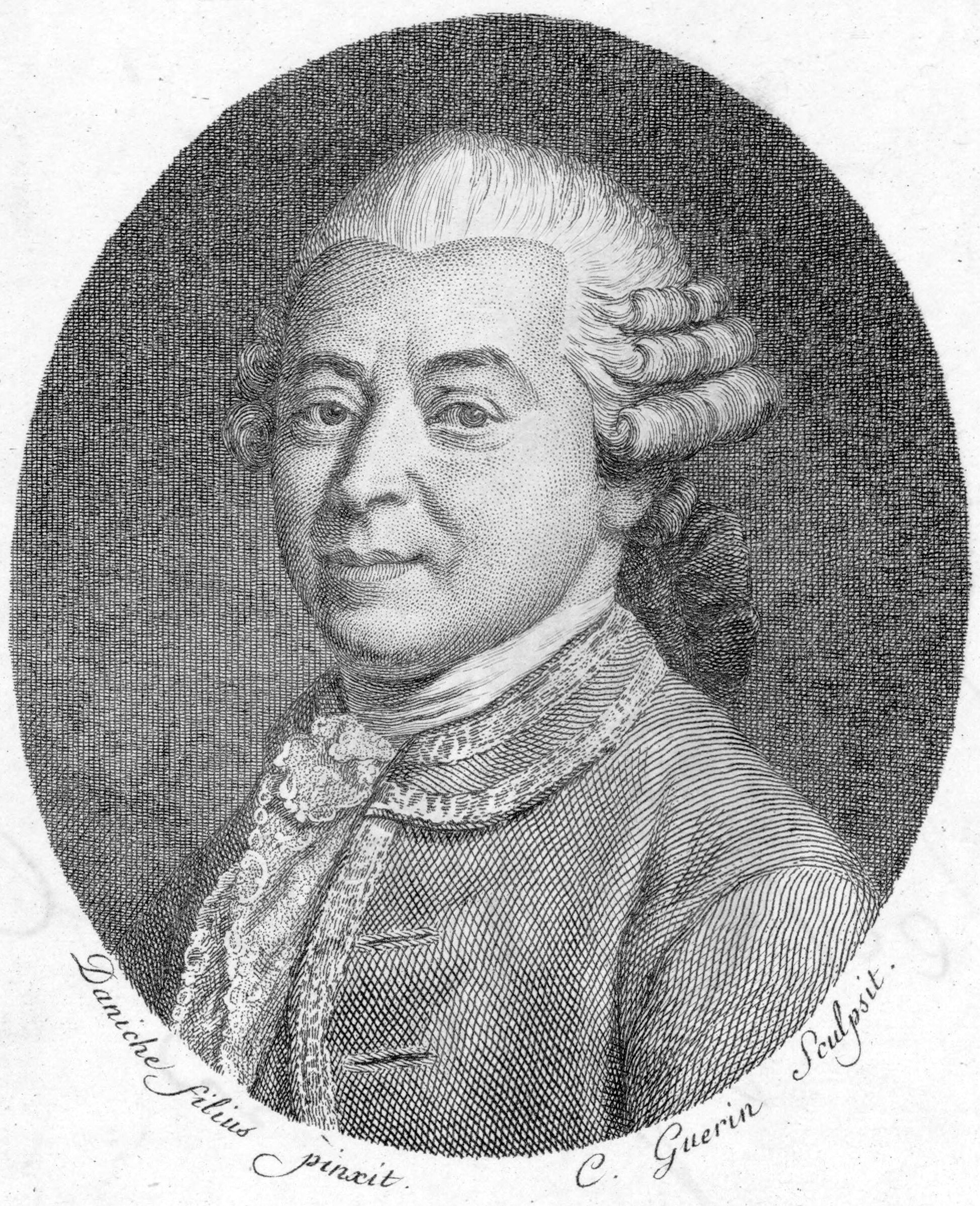
Johann Andreas Silbermann

Johann Andreas Silbermann (Straatsburg, 26 juni 1712 -  aldaar, 11 februari 1783) was een Elzasser orgelbouwer. Hij woonde op de hoek van de Judengasse en Münstergasse in Straatsburg.

## Leven
Johann Andreas Silbermann was de zoon van de Elzasser orgelbouwer Andreas Silbermann uit Saksen en de neef van Gottfried Silbermann, die ook met succes orgels bouwde in Saksen. De meester-orgelbouwers Johann Daniel Silbermann en Johann Heinrich Silbermann waren zijn broers.
Toen zijn vader op 16 maart 1734 overleed, zette Silbermann met toestemming van de stad het werk van zijn vader voort en werd zijn opvolger. Hij werkte het kerkorgel van de abdijkerk van Marmoutier verder af, waarvan de bouw door zijn vader in 1709-1710 was begonnen. Johann Andreas Silbermann bouwde ongeveer 40 orgels in Arlesheim, Colmar, Straatsburg, Molsheim, Gries, enz. In 1775 publiceerde hij een geschiedenis van de stad Straatsburg.
Johann Andreas Silbermann stierf in Straatsburg op 71-jarige leeftijd. Zijn zoon Josias, ook een orgelbouwer, stierf drie jaar na hem (1786).

## Galerij

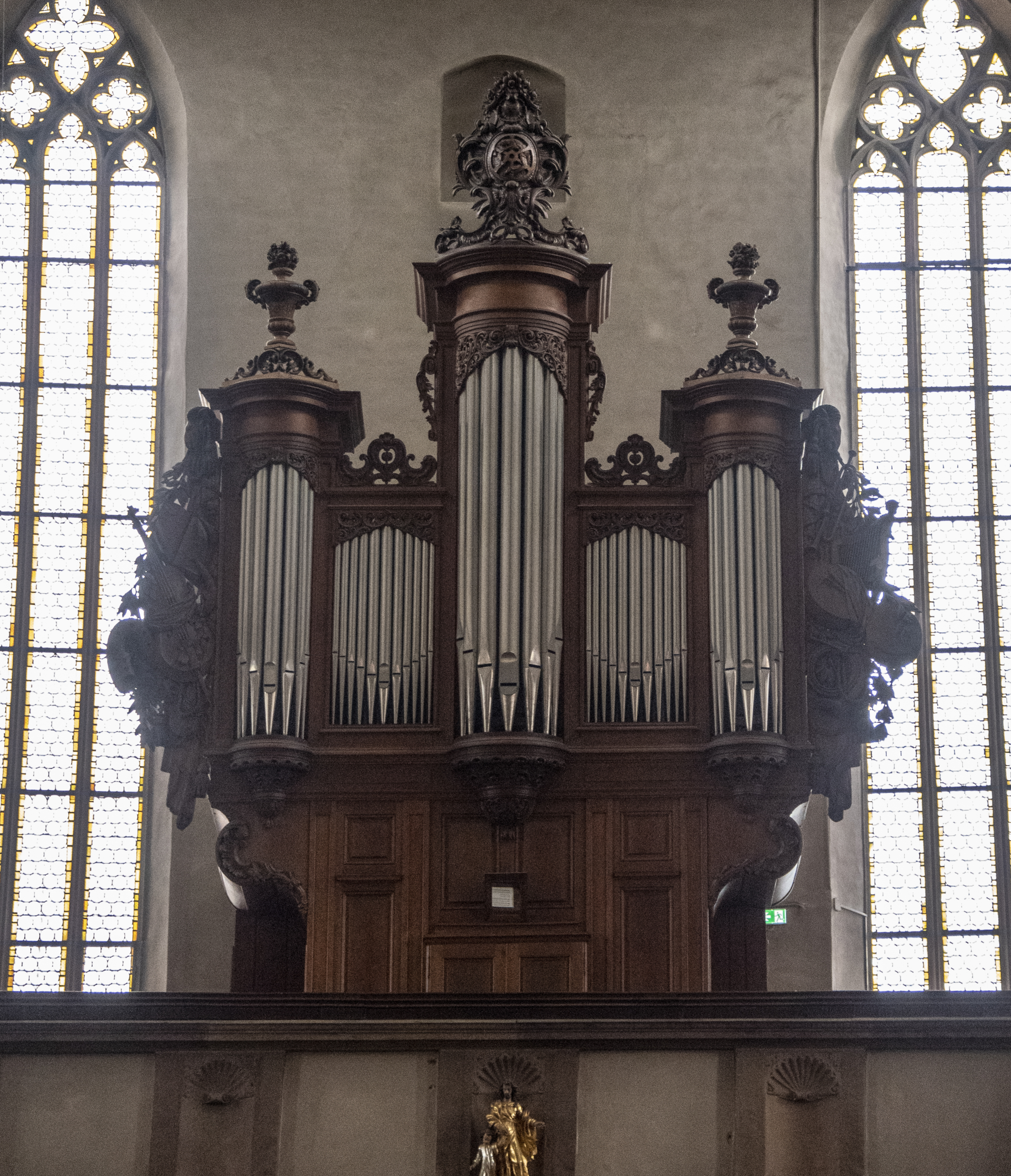
Het orgel in de Jezuïetenkerk te Molsheim
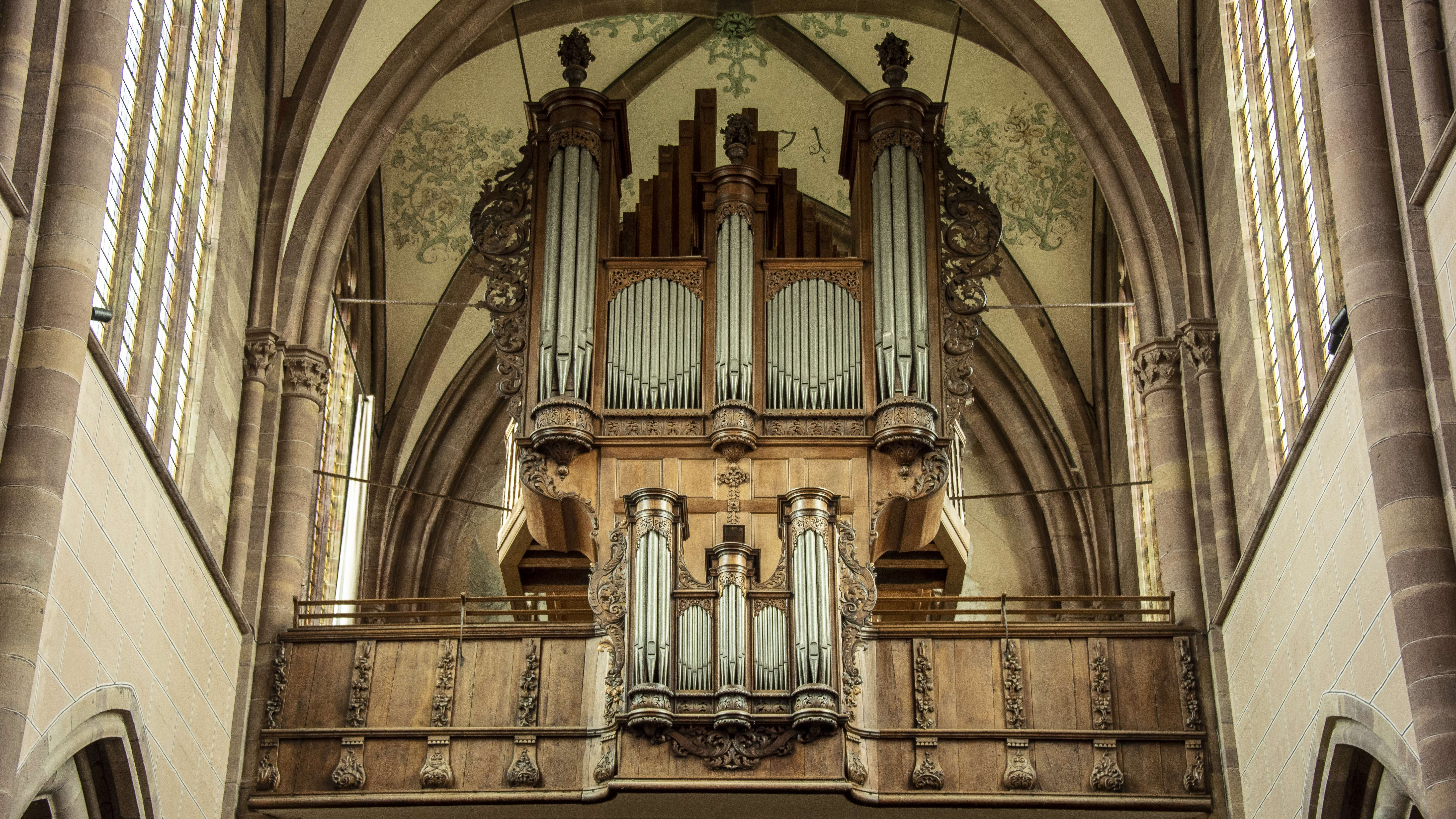
Het orgel van de abdijkerk van Marmoutier

- Bibliothèque nationale de France: cb13575218q (data)
- Gemeinsame Normdatei: 11923789X
- International Standard Name Identifier: 0000 0000 6653 6001
- Library of Congress Control Number: n87114529
- RKD-Nederlands Instituut voor Kunstgeschiedenis: 468784
- Système universitaire de documentation: 033845263
- Union List of Artist Names: 500051809
- Virtual International Authority File: 12474848
- WorldCat: E39PBJwmXTp6MCCXbq6GDDCfbd

Jürgen Ahrend · Johann Bätz · Heinrich Andreas Contius · Familie Gilman · Friedrich Fleiter · Carl Frei · Heinrich Hermann Freytag · Joseph Gabler · Rudolf Garrels · Gerhard Grenzing · Albertus Antoni Hinsz · Bartelt Immer · Hans Henny Jahnn · Ludwig König · Hinrich Just Müller · Christian Müller · Carl Friedrich August Naber · Paul Peuerl · Georg Heinrich Quellhorst · Joachim Richborn · Arnold Rohlfs · Conradus Ruprecht II · A. Ruth und Sohn · Wilhelm Rütter · Arp Schnitger · Hans Wolff Schonat · Ernst Seifert · Andreas Silbermann · Gottfried Silbermann · Johann Andreas Silbermann · Friedrich Stellwagen · Johannes Stephanus Strümphler · Hans Suys · Johannes Wilhelmus Timpe · Welte-Mignon · Johann Friedrich Wenthin · Christian Gottlieb Friedrich Witte